# 中岡好仁堂
株式会社中岡好仁堂（なかおかこうじんどう）は、医薬品・医療機器・試薬の卸を中心とする日本の企業であった。現在はメディセオ・パルタックホールディングスの一社「クラヤ三星堂」である。医薬品の卸売手。

## 概要
- 本社は大阪府池田市城南町3
- 代表取締役社長　　中島晴彦

## 沿革
- 昭和2年大阪府大阪市西区江戸堀で中岡好が医科向医薬品卸業を創業
- 昭和20年戦災により大阪府池田市呉服町に移転し薬局を経営と卸業兼業
- 昭和37年厚和薬品と業務提携
- 昭和38年4月14日に資本金300万円で本社を大阪府池田市城南町に移転し「株式会社中岡好仁堂」を設立
- 昭和46年1月厚和薬品・4月田辺薬品（近畿圏域の医薬品卸で製薬メーカーの田辺製薬とは別会社）と近畿圏大型合併により同時に「三星堂」に合併

## 主な取引メーカー
- 武田薬品工業等

| スタブアイコン | サブスタブ | この項目は、まだ閲覧者の調べものの参照としては役立たない、企業に関連した書きかけの項目です。この項目を加筆・訂正などしてくださる協力者を求めています（PJ:経済）。 |